# ヤファル・アリアス
ヤファル・アウレリオ・ミゲル・アリアス（Jafar Aurelio Miguel Arias、1995年6月16日 - ）は、キュラソー・ウィレムスタット出身のサッカー選手。FCアルジェシュ・ピテシュティ所属。ポジションはFW。キュラソー代表。

## 経歴
2020年3月29日、FCエメンを両者合意の下、契約を解除し、VVVフェンローに1シーズン契約で加入した。
2021年8月29日、FCアルジェシュ・ピテシュティに1年契約で移籍した。